# Santa María Zacatepec (Puebla)
Santa María Zacatepec es una población del estado mexicano de Puebla, que forma parte del municipio de Juan C. Bonilla. Se encuentra en la Zona metropolitana de Puebla-Tlaxcala, al noroeste de la ciudad de Puebla de Zaragoza, capital del estado.

## Localización y demografía
Santa María Zacatepec se encuentra localizada en el centro-sur del territorio municipio de Juan C. Bonilla, directamente al noroeste de la cabecera municipal, Cuanalá. Sus coordenadas geográficas son 19°7′20″N 98°21′57″O / 19.12222, -98.36583 y su altitud es de 2 220 metros sobre el nivel del mar. 
Se encuentra localizado en el amplio Valle de Puebla-Tlaxcala, formado por las estribaciones de los volcanes del Eje Neovolcánico y que forma parte de la cuenca del río Atoyac. Las principales poblaciones que la rodean son al suroeste Cuanalá y al noroeste Huejotzingo. Inmediatamente al norte de Santa María Zacatepec se encuentra ubicado el Aeropuerto Internacional de Puebla.
La principal vía de comunicación de Santa María Zacatepec es la Carretera Federal 190 o carretera libre México-Puebla, que cruza por el centro de la población y que la comunica al noroeste con Huejotzingo y San Martín Texmelucan y al suroeste con Cholula de Rivadavia y la ciudad de Puebla.
De acuerdo con los resultados del Censo de Población y Vivienda realizado en 2020 por el Instituto Nacional de Estadística y Geografía, la población total de Santa María Zacatepec es de 14 823 habitantes, de los que 7 170 son hombres y 7 653 son mujeres.

## Historia
Santa María Zacatepec perteneciente al municipio de San Pedro Cholula, pasó en 1907 al de Juan C. Bonilla al ser creado; sin embargo, en 1921 retornó a jurisdicción de Cholula y alrededor de 1930 fue reincoporado a Juan C. Bonilla, donde permanece.

## El Socavón
El 30 de mayo de 2021, en terrenos aledaños a la población, se abrió sorpresivamente un socavón de alrededor de 60 metros de diámetro y que pronto se llenó de agua, afectando directamente a una casa habitación y generando inquietud entre los habitantes de la zona. A lo largo de dicha semana, el crecimiento del mismo continuó y el 4 de junio comenzó a derrumbarse la casa habitación más cercana, además de que se reportaron agrietamientos en otras construcciones.
El 12 de junio el socavón alcanzó un diámetro aproximado de 130 metros de ancho, y causó finalmente el desplome de la casa habitación más cercana, perteneciente a la familia Sánchez Xalamihua.